# 横浜市交通局協力会
一般財団法人横浜市交通局協力会（よこはましこうつうきょくきょうりょくかい）は、横浜市の一般財団法人。

## 歴史
※出典
- 1972年（昭和47年）
  - 12月14日 - 東京陸運局の認可により設立。
  - 12月16日 - 地下鉄の開業にあわせ、駅構内及び車両清掃業務受託、地下鉄駅構内売店等営業業務、広告取次業務受託の事業を開始。
- 1973年（昭和48年）8月25日 - 横浜市営バス滝頭営業所の敷地内に横浜市電保存館開設。
- 1975年（昭和50年）6月26日 - 自賠責保険代理業務開始。
- 2005年（平成17年）3月25日 - 地下鉄駅構内コンビニエンスストア設置。
- 2012年（平成24年）4月1日 - 公益法人制度改革に関する法令に基づき、財団法人から一般財団法人へ移行。
- 2016年（平成28年）8月1日 - 本部事務所を現在の所在地に移転。
- 2022年（令和4年）12月16日 - 横浜市交通局協力会創立50周年を迎える。
- 2023年（令和5年）8月25日 - 横浜市電保存館開館50周年を迎える。